# Alessandro Dori
Alessandro Dori (* 25. Januar 1702 in Frosinone; † 4. Januar 1772 in Rom) war ein italienischer Architekt.

## Leben
Er wurde als Sohn von Francesco Felice und Francesca Borgognoni, einer aus Pisa stammenden Familie, in Rom geboren. Über seine Jugend und Ausbildung ist nichts bekannt. Im Jahr 1732 beteiligte er sich mit zahlreichen Projekten an dem von Papst Clemens XII. ausgeschriebenen Wettbewerb für die Fassade von San Giovanni in Laterano, erreichte aber nicht die Endauswahl.
Im Jahr 1737 erfolgte seine Aufnahme in die Congregazione dei Virtuosi al Pantheon. In den Jahren 1746 bis 1748 entwarf er die Bibliothek Marucelliana in Florenz, die 1748 ausgeführt und 1752 von Innoc. Giovannozzi fertiggestellt wurde. Einige Zeichnungen zu diesem Werk veröffentlichte er im gleichen Jahr unter dem Titel „Disegni dimostrativi della fabbrica della Libreria Marucelli“.
Im Juli 1748, unmittelbar nach dem Amtsantritt von Clemens XIII., wurde Dori zum „Architekten der heiligen apostolischen Paläste“ ernannt. Das Amt konnte er aber erst übernehmen, als sein Vorgänger Ferdinando Fuga nach Neapel ging.
1760 wurde er zum verdienstvollen Architekten der Accademia di San Luca gewählt und bekleidete danach in der Accademia verschiedene Ämter. Zwischen 1760 und 1764 leitete er den Umbau und zusammen mit dem Architekten Gabriele Valvassori den Palazzo Rondinini. 1765 baute er den tieferliegenden Flügel des Quirinalpalastes an der Via della Dataria. Unter Clemens XIV. begann er die Umbauarbeiten am Casino von Innozenz VIII. im Hinblick auf die Einrichtung des Museo Pio Clementino. Im selben Jahr war er als Architekt für den Entwurf eines neuen ländlichen Zentrums von San Lorenzo Nuovo, in der Nähe von Viterbo, verantwortlich. Nach seinem plötzlichen Tod wurden die Entwürfe von seinen Söhnen fertiggestellt.
Dori kann als guter Architekt angesehen werden und blieb dem spätbarocken Stil treu. Da er erst zu Ende seines Lebens wichtigere Werke schaffen konnte, während bereits die ersten neoklassizistischen Tendenzen in Rom auftauchten, gilt seine Architektur als antiquiert.

## Ehe und Nachkommen
Am 5. Juli 1730 heiratete er seine erste Frau, Elisabetta Vecchietti. Aus dieser ersten Ehe stammen
- Francesco (1731–32)
- Giuseppe und Giovanni, beide Architekten
- Antonio
- Rosalba